# Per Egil Swift
Per Egil Swift (Tønsberg, 22 gennaio 1972) è un allenatore di calcio ed ex calciatore norvegese, di ruolo centrocampista.

## Carriera

### Giocatore

#### Club
Swift iniziò la carriera con le maglie di Eik-Tønsberg, Start. Giocò poi per il Tromsø, con cui si aggiudicò anche un'edizione della Norgesmesterskapet.
Passò in seguito al Lyn Oslo, per cui esordì il 19 aprile 1998: fu titolare nel pareggio a reti inviolate contro lo Hødd. Il 24 maggio dello stesso anno, arrivò il primo gol: fu lui a siglare la rete per il Lyn Oslo nel pareggio per uno a uno in casa dell'Odd Grenland.
Nel 2004, si trasferì al Vålerenga. Esordì con questa casacca il 19 aprile, schierato in campo nell'uno a uno contro la sua ex squadra, il Lyn Oslo. L'anno seguente, Swift firmò per il Tønsberg, squadra con cui chiuse la carriera.

### Allenatore
Fu allenatore del Tønsberg dal 2006 al 2008.

## Palmarès

### Giocatore

#### Club

##### Competizioni nazionali
- Coppa di Norvegia: 1

Tromsø: 1996